# María Isabel Encerrado Treviño
María Isabel Encerrado Treviño (Ciudad Juárez, Chihuahua, 19 de diciembre de 1954) es una activista feminista y defensora de los derechos de las mujeres campesinas, que ha sido partícipe de múltiples movimientos sociales y políticos locales y nacionales.

## Trayectoria Activista
Su trabajo ha sido clave en la elaboración de iniciativas a favor de la mujer ya que ha dedicado gran parte de su vida para la visibilización de los feminicidios cometidos en Ciudad Juárez. Partícipe en el establecimiento de políticas públicas para erradicar las violencias de género y garantizar la igualdad sustantiva participativa y justa, así como en la creación de la Comisión de Equidad y Género.
Su gran labor defendiendo a grupos campesinos, y a las mujeres para acceder una vida libre de violencia, digna y justa ha sido a través de movimientos de los que forma parte como Movimiento de Mujeres de Chihuahua y el Centro de Atención a la Mujer Trabajadora, A. C.
En 2011 se une a la caravana por la paz y el consuelo con Javier Sicilia, donde a su paso por Chihuahua se reinstala la placa en conmemoración a Marisela Escobedo en el lugar donde fue asesinada frente a la puerta del palacio de gobierno. Estas y otras dos caravanas dieron pie para que el Congreso de la Unión iniciara la Ley de víctimas.
Así mismo ha hecho una gran labor en referencia a la paridad de género y la participación de las mujeres en la política incidiendo en la reforma de la Ley Electoral del Estado de Chihuahua.
En 2016 recibe el premio a la "Mujer Ejemplar" del Municipio de Chihuahua en la categoría: "Mérito a la participación política" por su amplia trayectoria y trabajo por los derechos de las mujeres.

## Trayectoria Política
Integrante del Partido de la Revolución Democrática, donde ha ocupado distintos puestos. En 1992 fue secretaria general del Comité Ejecutivo Municipal y en 2016 fue diputada suplente en dicho partido político.